# Gravity (album Anekdoten)
Gravity – album szwedzkiej grupy rocka progresywnego Anekdoten wydany w 2003 roku.

## Lista utworów
1. "Monolith" (6:07)
2. "Ricochet" (5:44)
3. "The War Is Over" (4:42)
4. "What Should But Did Not Die" (6:43)
5. "SW4" (6:04)
6. "Gravity" (8:19)
7. "The Games We Play" (3:24)
8. "Seljak" (5:16)

Pierwsze japońskie wydanie zawierało dodatkowo materiał live nagrany podczas NEARfest w 2000 roku. Na ów minialbum składały się następujące piosenki:
1. "Hole"
2. "Wheel"
3. "Somewhere Down There" (materiał premierowy)

## Muzycy
- Nicklas Barker - śpiew, gitary, melotron, wibrafon
- Anna Sofi Dahlberg - melotron, śpiew, instrumenty klawiszowe
- Jan Erik Liljeström - gitara basowa, śpiew
- Peter Nordins - instrumenty perkusyjne, wibrafon, melotron